# Une présence
Albums de François Feldman
Vivre, vivre
(1987) Magic’ Boul’vard
(1991)
Singles
1. Joue pas
Sortie : 15 juillet 1989
2. Les Valses de Vienne
Sortie : 23 novembre 1989
3. C'est toi qui m'as fait
Sortie : avril 1990
4. Petit Frank
Sortie : 6 octobre 1990
5. J'ai peur
Sortie : janvier 1991

Une présence est le deuxième album studio enregistré par François Feldman.
L'album, sorti en 1989, reste, à ce jour, son plus gros succès. Il s'est vendu à plus d'un million d'exemplaires, et a atteint la 2e place au Top Album.

## Liste des titres
| No  | Titre                                  | Durée |
| --- | -------------------------------------- | ----- |
| 1.  | J'ai peur                              | 5:43  |
| 2.  | Les Valses de Vienne                   | 4:06  |
| 3.  | Oser, oser                             | 4:10  |
| 4.  | Une présence                           | 3:45  |
| 5.  | Bébé faut qu'on s'casse                | 4:20  |
| 6.  | Fragile Queen                          | 6:05  |
| 7.  | Petit Frank                            | 3:56  |
| 8.  | C'est toi qui m'as fait                | 5:29  |
| 9.  | Pour faire tourner le monde            | 3:56  |
| 10. | Longue nuit                            | 4:38  |
| 11. | Joue pas (en duo avec Joniece Jamison) | 6:46  |

## Crédits
- Textes : Jean-Marie Moreau
- Musiques : François Feldman
- Sauf : Fragile Queen, C'est toi qui m'as fait, Joue pas
- Textes et Musiques : François Feldman
- Arrangements : François Feldman - Thierry Durbet

## Classements et certifications
| Classement (1989-91)             | Meilleure position |
| -------------------------------- | ------------------ |
| Europe (European Top 100 Albums) | 47                 |
| France (SNEP)                    | 2                  |

| Pays          | Certification | Date | Ventes certifiées |
| ------------- | ------------- | ---- | ----------------- |
| France (SNEP) | Diamant       | 1991 | 1 000 000         |